# Binot Paulmier de Gonneville
Binot Paulmier, originario e signore di Gonneville-sur-Honfleur (fl. XVI secolo), è stato un navigatore francese del XVI secolo.
Nei secoli XVII e XVIII fu ritenuto in Francia lo scopritore dell'Australia. Attualmente questa rivendicazione non è accettata dagli storici.
Nel 1503 de Gonneville salpò da Honfleur (Normandia) a bordo della nave Espoir diretto probabilmente verso il Brasile. Nel 1505 ritornò in patria affermando di aver scoperto una "grande terra australe" che chiamò Indie Meridionali. Secondo i suoi racconti de Gonneville rimase per circa 6 mesi in questo luogo idilliaco in cui gli abitanti erano ricchi e non lavoravano. De Gonneville collocò questa terra sei settimane di navigazione a est di Capo di Buona Speranza.
I suoi racconti ritornarono all'attenzione nel 1663 quando Jean Paulmyer de Courtonne, Canonico della chiesa di Saint-Pierre di Lisieux e parente di de Gonneville pubblicò il libro Mémoires touchant l'établissement d'une Mission chrestienne dans le Troisième Monde, autrement appelé la Terre Australe, Méridionale Antartique et Incogneuë, présentez à Nostre Saint-Père le Pape Alexandre VII par un ecclésiastique originaire de cette mesme Terre., nel quale sostenne di essere pronipote di un "indiano" portato in Francia da de Gonneville nel 1505.
Il racconto di De Courtonne insieme ai successi e alle scoperte derivanti dalle spedizioni olandesi e britanniche nel Pacifico meridionale diede una spinta all'orgoglio francese e portò ad avanzare rivendicazioni sulle nuove terre che nel tempo portarono alle spedizioni di Bouvet e di Bougainville.
La terra scoperta da de Gonneville non era l'Australia e nemmeno il Madagascar, come ipotizzato in seguito, bensì parte della costa del Brasile e la popolazione che incontrò erano gli indiani Carijo, uno dei quali, portato in Francia dal navigatore francese, sposò in seguito la figlia di de Gonneville.

## Romanzo
Arkan Simaan, Un marin en Terre des perroquets (« Un marinaio nella terra dei pappagalli »), Ancre de marine éditions.
È una fiction basata sulla storia di Binot Paulmier de Gonneville. Parla dell'arrivo dei primi “francesi” in Brasile nel 1504 e del primo “brasiliano” in Francia. L'autore usa la sua immaginazione per riempire le parti sconosciute della storia di Binot all'Ammiragliato di Rouen. Lì troviamo la navigazione, le tempeste, lo scontro di culture tra europei e popoli indigeni, il cannibalismo, la pirateria, una battaglia navale, un naufragio.